# 正保国絵図
正保国絵図（しょうほうくにえず）は、日本の江戸幕府が、諸大名に命じて国単位で作らせた国絵図で、これに基づき、正保日本図（日本総図）が作成された。
原本の大半と総図は、皇国地誌編纂中の1873年（明治6年）、皇城火災により消失したが、複製（国立歴史民俗博物館所蔵）が伝わっている。現存する国絵図は、羽後、出羽、秋田、仙北、出羽六郡、庄内三郡、新庄領、奥州南部十郡、南部領、山城、摂津、安芸、対馬、筑後、豊後。また、提出もととなった各地の大名家ゆかりの原本の原本や、写本が残されている例がある。

## 概要
正保元年（1644年）郷帳（正保郷帳）、城絵図（正保城絵図）などと併せて、作成が命じられた。大目付井上政重が作成責任者として事業にあたったが、完了は慶安4年（1651年）よりかなり後となった。
数年がかりで国ごとに報告書が提出され、幕府文庫である紅葉山文庫に収蔵された。作成単位は原則として国で、蝦夷地や琉球についても作成されている。寛文9年（1669年）には、北条氏長を責任者として校訂事業が行われている。
幕府の国絵図事業は4回行われているが、1回目の慶長国絵図は慶長9年（1604年）から、主に西日本について作成された（その後、元和3年（1617年） - 寛永15年（1638年）にかけ、数度の補遺を行っている）。正保国絵図は、2回目にあたり、全国68ヶ国についてすべて収集され、主に軍事と交通関連の情報が記載されているほか、縮尺も1/21600（1里6寸）に統一されるなど、実用性が意識されていた。
その後、元禄10年（1697年）から開始された元禄国絵図では仕様の統一が図られ、天保6年（1835年）に開始され、唯一現存する天保国絵図では、幕府が主体となって編纂に当たっている。
明暦3年（1657年）に、明暦の大火による被災により正保国絵図を焼失したことにより、幕府の願い出により、国絵図の再提出が行われてたことが、一部の国で確認されている。

## 参考資料
- 川村博忠「明暦大火被災による正保国絵図再提出の時期について」（PDF）『歴史地理学』第55巻第1号、歴史地理学会、2013年、43-51頁。